# Nekrolog 1712
Nekrolog
◄◄
| ◄
| 1708
| 1709
| 1710
| 1711
| 1712 | 1713 | 1714 | 1715 | 1716 | ► | ►►
Weitere Ereignisse | Allgemeiner Nekrolog 1712
Die Beschreibung der verstorbenen Person sollte so kurz wie möglich gehalten sein und nur deren signifikante Tätigkeit(en) enthalten.
Neue Namen ggf. auch unter dem Geburts- und Sterbedatum, also etwa unter 1. Januar und im Geburts- und Sterbejahr (2024) eintragen (nur bei entsprechender großer Wichtigkeit). Für Beispiele siehe die schon vorhandenen Artikel.
Außerdem über die fünf zuletzt Verstorbenen, zu denen es einen ausreichend guten Artikel für eine Präsentation auf der Hauptseite gibt, nach der todesbedingten Überarbeitung der Artikel ggf. auch unter Wikipedia Diskussion:Hauptseite informieren und sie am besten auch in den anderen Wikipedia-Sprachversionen eintragen. Tipp: Regelmäßig bei news.google.de nach „ist tot“, „gestorben“ oder „verstorben“ suchen.
Wenn eine Person gestorben ist, gibt es viele Seiten zu dieser Person in der Wikipedia, die davon auch betroffen sind und entsprechend aktualisiert werden müssen. Beispiele: Namenübersichtsseite, Geburtsjahr, Geburtsort-Seiten und viele mehr.
Wie finde ich die betroffenen Seiten?
Im Suchfeld auf der linken Seite gibt man den Suchbegriff so ein: „Vorname Nachname“. Dann klickt man auf Volltext und alle Seiten mit entsprechendem Suchtext werden aufgerufen. Hier sieht man dann schnell, wo auch das Todesjahr Sinn macht oder sogar ein Teil des Artikels angepasst werden muss. Auch hilft das „Werkzeug“ auf der linken Seite sehr gut, um solche Seiten aufzufinden: „Links auf diese Seite“. Somit ist die Wikipedia wieder aktuell in allen Bereichen! Hinweis: bei Eintragung der Kategorie „Gestorben JAHR“ wird der Missbrauchsfilter 49 ausgelöst, was jedoch nicht schlimm ist. Siehe: Spezial:Missbrauchsfilter/49
Dies ist eine Liste von im Jahr 1712 verstorbenen bekannten Persönlichkeiten. Die Einträge erfolgen innerhalb der einzelnen Daten alphabetisch sortiert. Tiere sind im Nekrolog für Tiere zu finden.

## Januar
| Tag        | Name                         | Beruf, bekannt als                                                  | Alter | Beleg |
| ---------- | ---------------------------- | ------------------------------------------------------------------- | ----- | ----- |
| 3. Januar  | Eberhard Barnstorff          | deutscher Mediziner                                                 | 39    |       |
| 3. Januar  | Johann Ulich                 | deutscher lutherischer Kantor und Kirchenliedkomponist              |       |       |
| 4. Januar  | Johann Peter Grünenberg      | deutscher Professor für Theologie                                   | 43    |       |
| 7. Januar  | Theresa Katharina Lubomirska | polnische Adlige                                                    | 27    |       |
| 10. Januar | John Houblon                 | Gouverneur der Bank of England und Bürgermeister der City of London | 79    |       |
| 10. Januar | Rütger de Teyler             | königlich preußischer Generalmajor                                  |       |       |
| 11. Januar | Georg Henning Behrens        | deutscher Autor und Arzt                                            | 49    |       |
| 12. Januar | Erhard Dorsch                | deutscher Siegel-, Wappen- und Glasschneider                        | 62    |       |
| 16. Januar | Lothar von Kesselstatt       | Dompropst in Trier und Speyer sowie Archidiakon in Dietkirchen      | 49    |       |
| 21. Januar | Johann Georg Hocheisen       | deutscher Orientalist                                               |       |       |
| 25. Januar | Heinrich Wilhelm Ludolf      | deutscher Sprachwissenschaftler                                     | 56    |       |
| 25. Januar | Carl Nieroth                 | schwedischer Militär                                                |       |       |

## Februar
| Tag         | Name                               | Beruf, bekannt als                                                                | Alter | Beleg |
| ----------- | ---------------------------------- | --------------------------------------------------------------------------------- | ----- | ----- |
| 2. Februar  | Martin Lister                      | englischer Arzt                                                                   | 72    |       |
| 7. Februar  | Matthias Alban                     | Tiroler Geigen- und Lautenbauer                                                   |       |       |
| 7. Februar  | Rupert Ignaz Mayr                  | deutscher Komponist und Violinist                                                 |       |       |
| 8. Februar  | Nicola Ammirato                    | italienischer Maler                                                               |       |       |
| 12. Februar | Maria Adelaide von Savoyen         | Herzogin von Burgund, Mutter Ludwigs XV.                                          | 26    |       |
| 13. Februar | Hans Wolf von Schönberg            | sachsen-weißenfelsischer Hausmarschall und Landkammerrat sowie Rittergutsbesitzer | 64    |       |
| 18. Februar | Louis de Bourbon, duc de Bourgogne | französischer Thronfolger, Vater Ludwigs. XV.                                     | 29    |       |
| 24. Februar | Heinrich Opitz                     | deutscher Theologe und Orientalist                                                | 70    |       |
| 25. Februar | Nicolas de Catinat                 | französischer General und Marschall von Frankreich                                | 74    |       |
| 25. Februar | Daniel Wilhelm Moller              | ungarischer Polyhistor                                                            | 69    |       |
| 27. Februar | Bahadur Shah I.                    | indischer Großmogul                                                               | 68    |       |
| 29. Februar | Johann Conrad Peyer                | Schweizer Arzt                                                                    | 58    |       |

## März
| Tag      | Name                   | Beruf, bekannt als                                                       | Alter | Beleg |
| -------- | ---------------------- | ------------------------------------------------------------------------ | ----- | ----- |
| 2. März  | Lorenzo Magalotti      | italienischer Gelehrter, Dichter und Diplomat                            | 74    |       |
| 7. März  | Matthias Jessen        | Präsident von Altona                                                     | 70    |       |
| 10. März | Michael Beck           | deutscher Prediger und Orientalist                                       | 59    |       |
| 11. März | Georg Detharding       | deutscher Arzt und Lehrbuchautor                                         | 67    |       |
| 15. März | Johann Balthasar Bose  | Dompropst des Hochstifts Meißen und Oberhofmeister der Königin von Polen | 53    |       |
| 16. März | Johann Georg           | Herzog von Sachsen-Weißenfels und Fürst von Sachsen-Querfurt (1697–1712) | 34    |       |
| 25. März | Nehemiah Grew          | englischer Botaniker, Arzt und Physiologe                                | 70    |       |
| 28. März | Jan van der Heyden     | niederländischer Maler                                                   | 75    |       |
| 30. März | Johann Friedrich Mayer | deutscher lutherischer Theologe                                          | 61    |       |
| 31. März | Johannes Tribbechow    | deutscher evangelisch-lutherischer Theologe und Kirchenlieddichter       | 34    |       |

## April
| Tag       | Name                        | Beruf, bekannt als                                                                   | Alter | Beleg |
| --------- | --------------------------- | ------------------------------------------------------------------------------------ | ----- | ----- |
| 5. April  | Jan Luyken                  | niederländischer Dichter, Grafiker und Illustrator                                   | 62    |       |
| 8. April  | August Ferdinand von Pflugk | sächsischer Staatsmann                                                               | 49    |       |
| 9. April  | Giuseppe Archinto           | Kardinal der katholischen Kirche                                                     | 60    |       |
| 10. April | Nâbi                        | osmanischer Dichter                                                                  |       |       |
| 11. April | Richard Simon               | französischer Exeget, Theologe, Philosoph und Historiker                             | 73    |       |
| 18. April | Louisa Maria Theresa Stuart | schottische Adlige; Mitglied aus dem Haus Stuart                                     | 19    |       |
| 19. April | Benedikt von Ahlefeldt      | Herr auf Osterrade, Kluvensiek, Sehestedt, Kronsburg und Träger des Dannebrog-Ordens |       |       |
| 21. April | Christian Crusius           | Bürgermeister von Chemnitz                                                           | 76    |       |
| 23. April | Lambert Chaumont            | belgischer Komponist und Organist                                                    |       |       |
| 25. April | Dudleya North               | englische bzw. britische Orientalistin                                               |       |       |
| 29. April | Juan Cabanilles             | spanischer Barockkomponist                                                           |       |       |
| 30. April | Philippus van Limborck      | niederländischer arminianischer Theologe, Hochschullehrer                            | 78    |       |

## Mai
| Tag     | Name                          | Beruf, bekannt als                                            | Alter | Beleg |
| ------- | ----------------------------- | ------------------------------------------------------------- | ----- | ----- |
| 8. Mai  | Gatien de Courtilz de Sandras | französischer Musketier und Schriftsteller                    |       |       |
| 10. Mai | Christian Ernst               | Markgraf von Brandenburg-Bayreuth                             | 67    |       |
| 10. Mai | Andrea Santacroce             | italienischer Geistlicher, Apostolischer Nuntius und Kardinal | 56    |       |
| 12. Mai | Adrian Beier der Jüngere      | deutscher Jurist                                              | 78    |       |
| 22. Mai | Julius Albert von Rohr        | sächsischer Domherr, Jurist, Hofrat                           | 64    |       |
| 27. Mai | Johann Baptist Röschel        | ungarischer Physiker und lutherischer Theologe                | 60    |       |

## Juni
| Tag      | Name                                        | Beruf, bekannt als                                                        | Alter | Beleg |
| -------- | ------------------------------------------- | ------------------------------------------------------------------------- | ----- | ----- |
| 2. Juni  | Joseph II.                                  | Patriarch der Chaldäisch-katholischen Kirche (Patriarchat von Diyarbakir) |       |       |
| 6. Juni  | Henri d’Escoubleau, comte de Montluc        | französischer Adliger und General                                         |       |       |
| 10. Juni | Christian Franz Paullini                    | deutscher Arzt, Universalgelehrter und Schriftsteller                     | 69    |       |
| 11. Juni | Louis II. Joseph de Bourbon, duc de Vendôme | französischer General und Herzog von Vendôme                              | 57    |       |
| 16. Juni | Johann Adam I. Andreas                      | Fürst von Liechtenstein                                                   | 54    |       |
| 18. Juni | Johann Hieronymus von Wedig                 | deutscher Pädagoge und lutherischer Theologe                              | 46    |       |
| 24. Juni | Simon van der Stel                          | niederländischer Kolonieverwalter                                         | 72    |       |
| 25. Juni | Nicolas de Gabaret                          | französischer Aristokrat und Marineoffizier                               | 70    |       |
| 30. Juni | Rannuzio Pallavicino                        | Kardinal der Römischen Kirche                                             | 79    |       |

## Juli
| Tag      | Name                               | Beruf, bekannt als                                                | Alter | Beleg |
| -------- | ---------------------------------- | ----------------------------------------------------------------- | ----- | ----- |
| 1. Juli  | Philipp Casimir Schlosser          | deutscher evangelischer Theologe, Geistlicher und Hochschullehrer | 53    |       |
| 1. Juli  | Melchior Schweling                 | deutscher Jurist, Bremer Bürgermeister                            | 82    |       |
| 4. Juli  | Johann Kasimir Kolb von Wartenberg | preußischer Minister                                              | 69    |       |
| 12. Juli | Richard Cromwell                   | Lordprotektor von England, Schottland und Irland                  | 85    |       |
| 15. Juli | Johann Carl Landeck                | deutscher Uhrmacher und Instrumentenbauer                         | 75    |       |
| 15. Juli | Pieter Valckenier                  | Jurist und Diplomat                                               | 71    |       |
| 26. Juli | Thomas Osborne, 1. Duke of Leeds   | englischer Staatsmann                                             | 80    |       |
| 30. Juli | Paul Tallemant der Jüngere         | französischer Kleriker und Schriftsteller                         | 70    |       |
| Juli     | Baltaji Mehmed Pascha              | Großwesir des Osmanischen Reiches                                 |       |       |

## August
| Tag        | Name                                   | Beruf, bekannt als                                               | Alter | Beleg |
| ---------- | -------------------------------------- | ---------------------------------------------------------------- | ----- | ----- |
| 4. August  | Johann Jacob de Neufville              | deutscher Organist und Komponist des Barock                      | 27    |       |
| 4. August  | Georg Winckler                         | Bürgermeister in Leipzig                                         | 62    |       |
| 7. August  | Friedrich Wilhelm Zachow               | deutscher Komponist des Barock                                   |       |       |
| 9. August  | Magnus Friedrich von Horn              | königlich preußischer Generalleutnant und Gouverneur von Geldern | 72    |       |
| 11. August | Magdalena Sibylla von Hessen-Darmstadt | Regentin des Herzogtums Württemberg und Kirchenliederdichterin   | 60    |       |
| 12. August | Franz Julius Lütkens                   | deutscher evangelischer Theologe                                 | 61    |       |
| 20. August | Giovanni Palazzi                       | venezianischer Autor                                             |       |       |
| 21. August | Anton Hülse                            | deutscher Architekt, Baumeister des Barock                       | 75    |       |
| 22. August | Sophie Marie von Hessen-Darmstadt      | Herzogin von Sachsen-Eisenberg                                   | 51    |       |
| 23. August | Johann Christoph Lischka               | böhmischer Barockmaler                                           |       |       |
| 24. August | François de Rohan-Soubise              | französischer Aristokrat                                         | 81    |       |
| 26. August | Sebastian Anton Scherer                | Organist am Ulmer Münster und Komponist                          | 80    |       |
| 29. August | Gregory King                           | englischer Genealoge, Statistiker und Graveur                    | 63    |       |

## September
| Tag           | Name                                   | Beruf, bekannt als                                                                     | Alter | Beleg |
| ------------- | -------------------------------------- | -------------------------------------------------------------------------------------- | ----- | ----- |
| 4. September  | Franz Christoph Effinger               | Schweizer Aristokrat                                                                   | 55    |       |
| 4. September  | Mauritius David Harpprecht             | deutscher Rechtswissenschaftler                                                        | 48    |       |
| 5. September  | Ferdinand von Plettenberg              | Dompropst in Münster                                                                   | 61    |       |
| 7. September  | Troels Arnkiel                         | lutherischer Pastor und Altertumsforscher in Apenrade                                  |       |       |
| 9. September  | Johann Georg Heinsch                   | böhmischer Barockmaler                                                                 |       |       |
| 10. September | Martin von Cochem                      | deutscher katholischer Priester des Kapuzinerordens und religiöser Volksschriftsteller | 77    |       |
| 13. September | Hermann Sibrand                        | deutscher Jurist; Bürgermeister von Stettin                                            | 67    |       |
| 14. September | Giovanni Domenico Cassini              | französischer Astronom und Mathematiker                                                | 87    |       |
| 15. September | Sidney Godolphin, 1. Earl of Godolphin | britischer Politiker                                                                   |       |       |
| 16. September | Johann Rudolf Dürler                   | Luzerner Tagsatzungsgesandter, Vogt und Schultheiss                                    | 67    |       |
| 21. September | Friedrich Balemann                     | deutscher Landrichter und Minister                                                     | 67    |       |
| 25. September | Johann Jacob Gundling                  | deutscher Maler                                                                        |       |       |
| 30. September | Lorenz Woltersdorf                     | Jurist und Ratsherr der Hansestadt Lübeck                                              |       |       |

## Oktober
| Tag         | Name                                       | Beruf, bekannt als                                                               | Alter | Beleg |
| ----------- | ------------------------------------------ | -------------------------------------------------------------------------------- | ----- | ----- |
| 1. Oktober  | Gottfried Hoffmann                         | deutscher evangelischer Pädagoge und Kirchenliederdichter                        | 53    |       |
| 4. Oktober  | Philipp Reinhard                           | Graf von Hanau-Münzenberg                                                        | 48    |       |
| 20. Oktober | Johann Philipp von Lamberg                 | Fürstbischof von Passau                                                          | 60    |       |
| 14. Oktober | Christian Neubauer                         | deutscher Oberstleutnant und Bremer Festungsbauer                                |       |       |
| 27. Oktober | Charlotte Friederike von Pfalz-Zweibrücken | Pfalzgräfin von Zweibrücken und Administratorin des Herzogtums Pfalz-Zweibrücken | 58    |       |
| 30. Oktober | Daniel Erich                               | deutscher Organist und Komponist                                                 | 63    |       |

## November
| Tag          | Name                                        | Beruf, bekannt als                                                    | Alter | Beleg |
| ------------ | ------------------------------------------- | --------------------------------------------------------------------- | ----- | ----- |
| 2. November  | Alexis Hubert Jaillot                       | französischer Kartograf, Verleger                                     |       |       |
| 2. November  | Franz Joseph von Lamberg                    | deutscher Reichsfürst, Landeshauptmann von Österreich ob der Enns     | 74    |       |
| 5. November  | Charles Honoré d’Albert                     | französischer Adeliger, Politiker und Militär                         | 66    |       |
| 8. November  | Rosamunde Juliane von der Asseburg          | deutsche Visionärin und Prophetin                                     |       |       |
| 11. November | Archibald Douglas, 1. Earl of Forfar        | schottischer Peer                                                     | 59    |       |
| 12. November | Tokugawa Ienobu                             | Shōgun (1709–1712)                                                    | 50    |       |
| 13. November | Georg Möring                                | deutscher Kartäuserprior                                              | 84    |       |
| 15. November | James Douglas-Hamilton, 4. Duke of Hamilton | 4. Duke of Hamilton                                                   | 54    |       |
| 19. November | Wolfgang Carl Briegel                       | deutscher Komponist                                                   | 86    |       |
| 21. November | Ercole Visconti                             | italienischer Geistlicher, Titularerzbischof und päpstlicher Diplomat | 66    |       |

## Dezember
| Tag          | Name                                  | Beruf, bekannt als                                                            | Alter | Beleg |
| ------------ | ------------------------------------- | ----------------------------------------------------------------------------- | ----- | ----- |
| 6. Dezember  | Gio Paolo Bombarda                    | italienischer Musiker, Financier und Theaterdirektor                          |       |       |
| 9. Dezember  | Johann Achamer                        | Glockengießer in Wien, der 1711 die alte Pummerin schuf                       | 61    |       |
| 20. Dezember | Reimar Hans von Bülow                 | deutscher Offizier in dänischen Diensten                                      |       |       |
| 21. Dezember | Johann Wenzel Wratislaw von Mitrowitz | böhmischer Kanzler und Diplomat                                               | 43    |       |
| 27. Dezember | Johannes Tecklenburg                  | deutscher Jurist, Oberaltensekretär und Senatssyndicus der Hansestadt Hamburg | 66    |       |
| 29. Dezember | Daniel Severin Scultetus              | lutherischer Theologe                                                         |       |       |

## Datum unbekannt
| Tag | Name                        | Beruf, bekannt als                                                     | Alter | Beleg |
| --- | --------------------------- | ---------------------------------------------------------------------- | ----- | ----- |
|     | Juan de Araujo              | peruanischer Komponist                                                 |       |       |
|     | Catherine Bernard           | französische Dramatikerin                                              |       |       |
|     | Andrea Celesti              | italienischer Maler des Barock                                         |       |       |
|     | Martin Ertle                | Abt des Klosters Rot an der Rot                                        |       |       |
|     | Heinrich Hinsch             | deutscher Jurist und Librettist                                        |       |       |
|     | Zwi Hirsch Koidanower       | Rabbiner in Frankfurt am Main                                          |       |       |
|     | Charles Auguste de La Fare  | französischer Dichter                                                  |       |       |
|     | Francisco Ibáñez de Peralta | spanischer Kolonialadministrator und Gouverneur des Königreiches Chile |       |       |
|     | Jakow Permjakow             | russischer Seefahrer und Händler                                       |       |       |
|     | Adam Heinrich von Steinau   | sächsisch-polnischer Feldmarschall                                     |       |       |
|     | Guy Tachard                 | französischer Jesuit, Missionar und Mathematiker                       |       |       |
|     | Merkuri Wagin               | russischer Entdecker und Polarforscher                                 |       |       |
|     | Johann Ernst Waltsgott      | schlesischer Mediziner                                                 |       |       |